# Neon Genesis Evangelion (videojuego de 1996)
Neon Genesis Evangelion (新世紀エヴァンゲリオン) es un videojuego de aventura desarrollado por Sega-AM2 y publicado por Sega. Es el primer videojuego basado en Evangelion. Fue originalmente lanzado para Sega Saturn el 1 de marzo de 1996, más tarde se relanzó en un DVD interactivo en 2004.
La mayor parte del juego se experimenta a través de escenas de corte de Full Motion Video (FMV) con las que se puede interactuar en ciertos puntos del juego. El título japonés original de este juego es simplemente Neon Genesis Evangelion (新世紀エヴァンゲリオン), sin embargo, cuando salió la secuela Neon Genesis Evangelion: 2nd Impression, la gente empezó a llamarlo por el título "Neon Genesis Evangelion: 1st Impression" para referirse a este juego.

## Trama
El juego tiene lugar poco después de que Asuka llegue a Tokio-3. Comienza con Shinji a mitad de camino en una batalla con un ángel dentro de la  Evangelion Unidad 01 que resulta en que Shinji se lesione. Cuando se despierta, se revela que tiene amnesia. Al revisar las imágenes de la batalla, Ritsuko se da cuenta de que el Ángel pudo haber usado alguna habilidad desconocida para robar los recuerdos de Shinji. Por el momento, Rei y Asuka lo llevan de regreso a la escuela con la esperanza de que volver a su vida cotidiana ayude a Shinji a recuperar sus recuerdos. Shinji luego deambula por el área y finalmente termina en un parque local esa noche. Rei pasa y comienza a tener una conversación con Shinji, que termina con Shinji pidiéndole que se vaya.
A la mañana siguiente, Shinji se despierta con la alarma de la ciudad. Aunque no se da cuenta, el Ángel que lo atacó anteriormente ha regresado. Dado que no tiene recuerdos de NERV, no tiene ningún método para encontrar el camino hacia las instalaciones. Mientras tanto, Rei y Asuka entran en sus respectivas Unidades Evangelion y comienzan a luchar contra el Ángel. Después de algunos ataques fallidos, Ritsuko considera que si el Ángel tomara los recuerdos de Shinji, sabría cómo luchan Rei y Asuka y sus debilidades, haciendo esta batalla mucho más difícil. Cuando Asuka y Evangelion Unidad 02 son derribados por el Ángel, parece que un fragmento de los recuerdos de Shinji regresa y se las arregla para encontrar el camino hacia NERV y Unidad 01. Aunque no está seguro de su capacidad de pilotaje, dice que hará lo mejor que pueda para derribar al ángel.
En este punto, hay dos posibles resultados. El primer resultado ocurre cuando el jugador derrota al Ángel, lo que resulta en una victoria para Shinji. Este final da como resultado que Shinji recupere sus recuerdos robados a cambio de olvidar los eventos que sucedieron mientras tenía amnesia. El segundo resultado ocurre cuando Shinji es derrotado por el Ángel. Cuando esto sucede, Shinji aún recupera sus recuerdos, sin embargo, se infiere que muere como resultado del ataque del Ángel.

## Jugabilidad
Aunque la mayoría del juego no es interactivo, hay ciertos puntos en los que el jugador puede seleccionar varias opciones para cambiar la progresión del juego: batallas y segmentos escolares.

### Sistema de batalla
- Los clips de FMV son la principal fuente de imágenes durante estas batallas basadas en rondas, sin embargo, hay varias diferencias claras que lo separan de la mayoría del juego. La primera mecánica que se muestra en una batalla es su sistema basado en tragamonedas, que decide quién ataca en ese turno.
- Una máquina tragamonedas con tres secciones de paneles aparece en la pantalla y comienza a hojear paneles con una variedad de colores y valores. Hay dos colores que aparecen en la máquina tragamonedas: púrpura (que representa a Shinji) y blanco (el oponente de Shinji). Cuando se detienen las ranuras, el personaje con más paneles puede atacar. El ganador también tiene los números en todos sus paneles sumados para obtener su poder de ataque para esa ronda.
- Cuando Shinji llega a atacar, tanto el Eva-01 como su oponente se muestran en la pantalla. Aparece una superposición que muestra un cuchillo, una pistola y un puñetazo y el jugador puede elegir entre ellos. El jugador debe aprender las señales visuales mostradas por el oponente para seleccionar los comandos correctos.
- En rondas en las que el enemigo tiene la oportunidad de atacar, el jugador tiene la oportunidad de defenderse. Defender es similar a atacar en el sentido de que el enemigo seguirá mostrando señales para que el jugador las siga, pero en lugar de seleccionar un arma, el jugador tiene que elegir en qué dirección protegerse y si le gustaría o no usar un campo A.T.. Si el jugador puede ingresar su comando de defensa en un período de tiempo específico, tendrá la oportunidad de contraatacar.
- Después de realizar un ataque, se muestra un mapa en 3D del campo de batalla. Muestra todo el paisaje y dónde se posiciona cada personaje. Dependiendo de cómo haya ido la ronda, el jugador puede mover al Eva-01 varios espacios alrededor del mapa.
- Cuando finaliza el movimiento, la máquina tragamonedas vuelve a aparecer y comienza la nueva ronda. Este proceso se repite hasta que el oponente o el jugador son derrotados.

### Segmentos escolares
Una buena parte del juego está dedicada a las interacciones de Shinji con sus compañeros de clase. Si bien gran parte de este segmento no requiere la participación del jugador, hay algunos puntos en los que al jugador se le dan múltiples respuestas posibles que Shinji puede dar. Estas respuestas actúan de manera similar a una novela visual, donde la elección de diferentes respuestas obtendrá diferentes reacciones de otros personajes.

## Desarrollo
El escenario del juego fue escrito por Hiroshi Yamaguchi, un guionista que ha trabajado en guiones para anime como Dragon Ball Super, Gurren Lagann y Evangelion. Aunque parece que varias escenas producidas por Gainax que se reutilizan para el juego, se acredita a Tatsunoko Productions como el estudio que creó la animación para el juego. El elenco que dio voz a los personajes principales del anime original volvieron a dar voz a sus respectivos personajes en el juego.